# Gesner Abelard
Gesner Abelard est un peintre et sculpteur haïtien né à Port-au-Prince le 22 février 1922.

## Biographie
Abelard commence sa vie comme mécanicien et même détective, puis étudie la peinture et la sculpture au lycée technique de Port-au-Prince avec le sculpteur Ulberman Charles. Il devient membre du Centre d'Art d'Haïti en 1946, à l'instar d'autres peintres comme Rigaud Benoit ou Préfète Duffaut. En 1949, il reçoit une médaille de bronze à l'Exposition internationale du bicentenaire de Port-au-Prince. Nombre de ses peintures représentent des oiseaux, des arbres et des scènes de la vie haïtienne. Il est considéré comme un artiste naïf.

## Collections publiques
- Figge Art Museum : Chassés du Paradis
- County Hall, Leicestershire County Council Artworks Collection : Birds and Flowers

## Expositions principales
- 1963 : 19 Schilders wit Haiti, Stedelijk Museum, Amsterdam
- 1984 : Woodmere Art Museum, Philadelphie
- 1989 : 2e Bienal Internacional de Pintura, Cuenca